# Finnsdóttir
Finnsdóttir ist ein weiblicher isländischer Name.

## Herkunft und Bedeutung
Der Name ist ein Patronym und bedeutet Finnurs bzw. Finns Tochter. Die männliche Entsprechung ist Finnsson.

## Namensträgerinnen
- Ingibjǫrg Finnsdóttir († 1069), Queen Consort von Schottland
- Steinunn Finnsdóttir (1641–1710), isländische Schriftstellerin